# Рихвалдек
Рихвалдек (пол. Rychwałdek) — село в Польщі, у гміні Свінна Живецького повіту Сілезького воєводства.
Населення — 848 осіб (2011).
У 1975-1998 роках село належало до Бельського воєводства.

## Демографія
Демографічна структура станом на 31 березня 2011 року:
|          | Загалом | Допрацездатний вік | Працездатний вік | Постпрацездатний вік |
| -------- | ------- | ------------------ | ---------------- | -------------------- |
| Чоловіки | 426     | 87                 | 289              | 50                   |
| Жінки    | 422     | 106                | 233              | 83                   |
| Разом    | 848     | 193                | 522              | 133                  |